# Aéroport international de Bangui
L'aéroport international de Bangui (code IATA : BGF • code OACI : FEFF) est un aéroport intérieur et international desservant la ville de Bangui, capitale de la République centrafricaine. La ville se situe sur la rive droite de l'Oubangui, le fleuve qui forme la frontière entre la République centrafricaine et la République démocratique du Congo. La ville congolaise de Zongo se situe directement sur la rive opposée du fleuve.
En 2004, l'aéroport a servi 53 862 passagers. En 2012, la fréquentation moyenne de l'aéroport était d'environ 120 000 passagers, en dépit d'une capacité maximale de 10 000 passagers.

## Situation
| Alindao Bakouma Bambari Bangassou Bangui Batangafo Berbérati Birao Bocaranga Bossangoa Bossembélé Bouar Bouca Bozoum Bria Carnot Gamboula Gordil Kaga · Bandoro Kémbé Koumala Melle Mobaye · Mbanga N'Délé Obo Ouadda Ouanda · Djalle Paoua Rafaï Sibut Yalinga Zémio |

NB : Seul l'aéroport de Bangui dispose de liaisons commerciales régulières.

## Statistiques
Le graphique qui aurait dû être présenté ici ne peut pas être affiché car il utilise l'ancienne extension Graph, désactivée pour des questions de sécurité. Des indications pour créer un nouveau graphique avec la nouvelle extension Chart sont disponibles ici.

Voir la requête brute et les sources sur Wikidata.

## Compagnies et destinations
Vues des destinations desservies au départ de Bangui.
| Compagnies         | Destinations                              |
| ------------------ | ----------------------------------------- |
| Afrijet            | Libreville-Léon Mba                       |
| Air Côte d'Ivoire  | Abidjan-F.-H.-Boigny, Douala              |
| Air France         | Paris-Charles de Gaulle, Yaoundé-Nsimalen |
| ASKY Airlines      | Douala, Lomé-G. Eyadéma                   |
| Camair-Co          | Douala, Yaoundé-Nsimalen                  |
| Ethiopian Airlines | Addis-Abeba Bole, Djouba                  |
| Karinou Airlines   | Cotonou, Douala                           |
| Kenya Airways      | Douala, Entebbe , Nairobi-J. Kenyatta     |
| Royal Air Maroc    | Casablanca-Mohammed-V                     |
| RwandAir           | Douala, Kigali                            |

 Actualisé le 29/08/2023

## Galerie

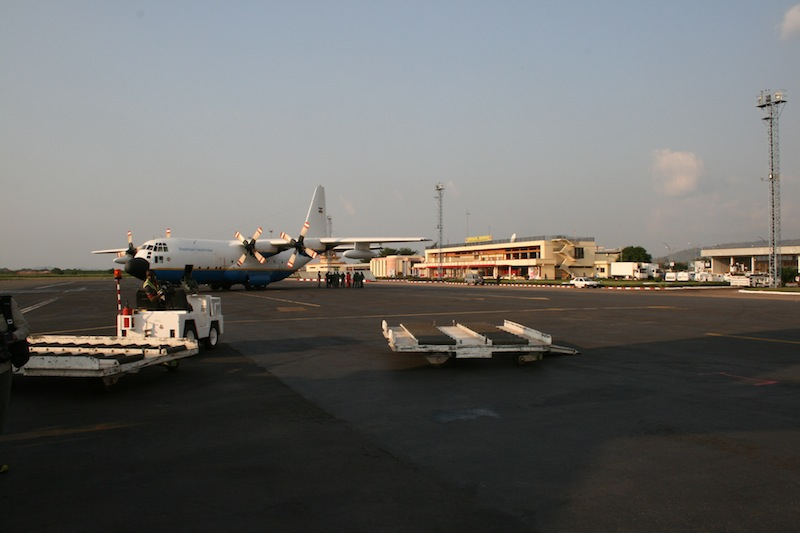
Vue de l'aérogare depuis la piste.
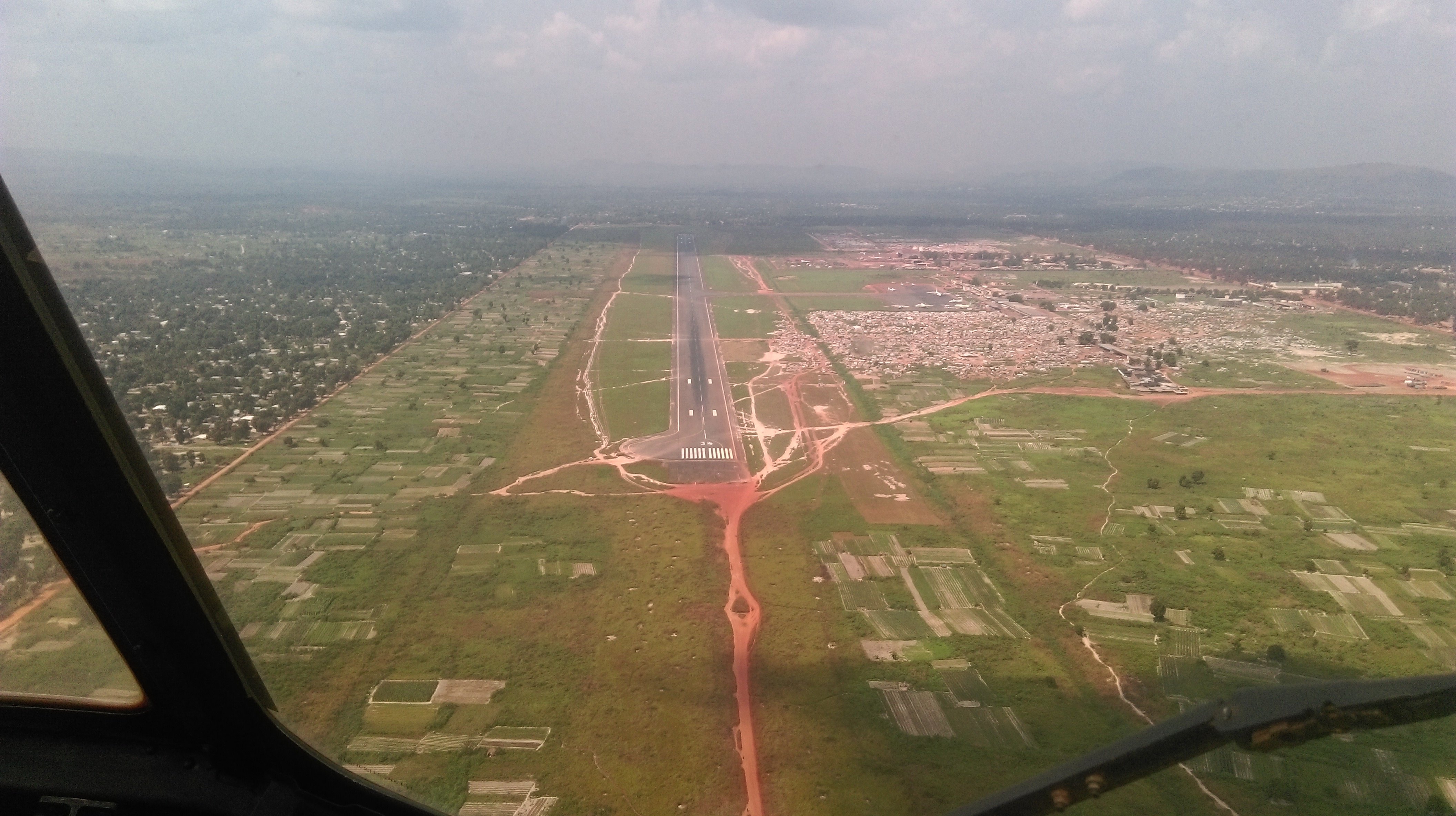
Vue aérienne.